# Palo Alto County
Das Palo Alto County ist ein County im US-amerikanischen Bundesstaat Iowa. Bei der Volkszählung im Jahr 2020 hatte das County 8996 Einwohner und eine Bevölkerungsdichte von 6,2 Einwohnern pro Quadratkilometer. Der Verwaltungssitz (County Seat) ist Emmetsburg, benannt nach Robert Emmet, einem irischen Patrioten.

## Geografie

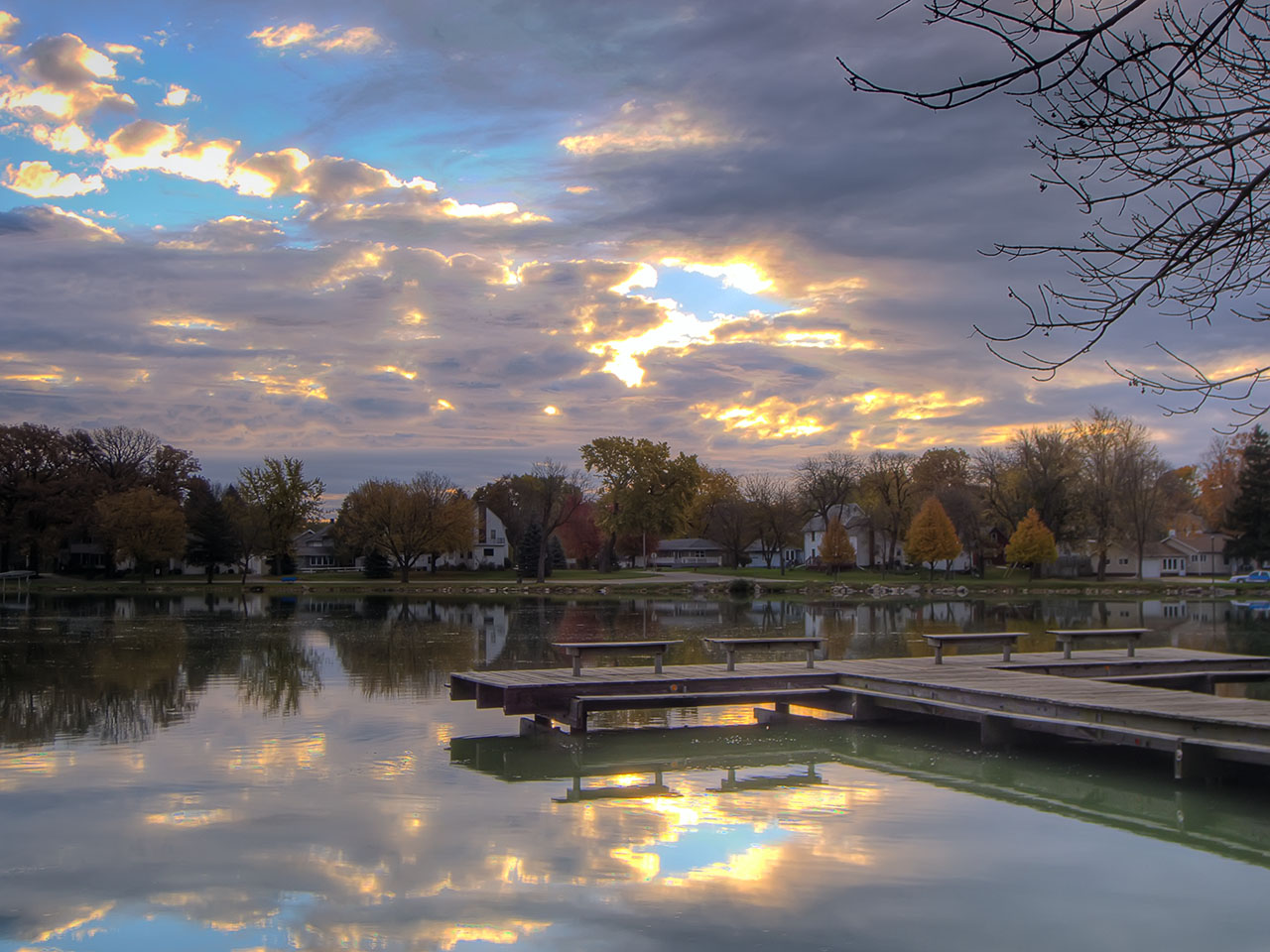
Emmetsburg am Five Island Lake

Das County liegt im Nordwesten von Iowa und wird vom westlichen Quellfluss (West Fork) des Des Moines River durchflossen.
Inmitten des Countys liegt der Five Island Lake, ein rund drei Quadratkilometer großer natürlicher See.
Im Norden ist die Grenze zu Minnesota etwa 35 km entfernt. Das Palo Alto County hat eine Fläche von 1.475 Quadratkilometern, wovon 14 Quadratkilometer Wasserfläche sind. Es grenzt an folgende Nachbarcountys:
| Dickinson County   | Emmet County      |                 |
| Clay County        |                   | Kossuth County  |
| Buena Vista County | Pocahontas County | Humboldt County |

## Geschichte

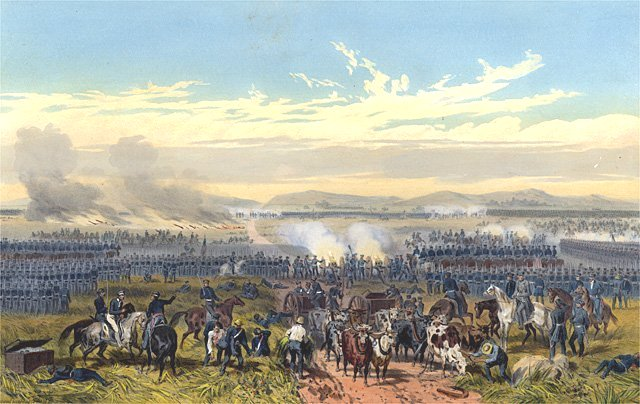
Schlacht von Palo Alto

Das Palo Alto County wurde am 15. Januar 1851 aus ehemaligen Teilen des Kossuth County gebildet. Benannt wurde es nach einem Schlachtfeld im Mexikanisch-Amerikanischen Krieg.
Eine eigene Verwaltung wurde 1858 zunächst in einem kleinen Ort namens Paoli eingerichtet. 1859 wurde das Verwaltungs- und Gerichtsgebäude seiner Bestimmung übergeben.
1874 wurde beschlossen, eine neue Stadt anzulegen. Ein Jahr später war die neue Stadt Emmetsburg bereit, die County-Verwaltung aufzunehmen. 1880 wurde ein neues Gerichtsgebäude errichtet. Dieses wurde mehrfach umgebaut und das Gefängnis in ein anderes Gebäude verlegt. Bis 1977 wurde der letzte Anbau fertiggestellt.

4 Bauwerke und Stätten des Countys sind im National Register of Historic Places eingetragen.

## Bevölkerung
Nach der Volkszählung im Jahr 2010 lebten im Palo Alto County 9.421 Menschen in 3979 Haushalten. Die Bevölkerungsdichte betrug 6,4 Einwohner pro Quadratkilometer. In den 3979 Haushalten lebten statistisch je 2,24 Personen.
Ethnisch betrachtet setzte sich die Bevölkerung zusammen aus 97,8 Prozent Weißen, 0,5 Prozent Afroamerikanern, 0,2 Prozent amerikanischen Ureinwohnern, 0,3 Prozent Asiaten sowie aus anderen ethnischen Gruppen; 0,8 Prozent stammten von zwei oder mehr Ethnien ab. Unabhängig von der ethnischen Zugehörigkeit waren 1,6 Prozent der Bevölkerung spanischer oder lateinamerikanischer Abstammung.
22,0 Prozent der Bevölkerung waren unter 18 Jahre alt, 56,7 Prozent waren zwischen 18 und 64 und 21,3 Prozent waren 65 Jahre oder älter. 50,3 Prozent der Bevölkerung war weiblich.

Das jährliche Durchschnittseinkommen eines Haushalts lag bei 42.800 USD. Das Prokopfeinkommen betrug 23.071 USD. 10,6 Prozent der Einwohner lebten unterhalb der Armutsgrenze.

## Ortschaften
Inkorporierte Citys:
| Ort         | Einwohner 2010 | Einwohner 2020 |
| ----------- | -------------- | -------------- |
| Emmetsburg  | 3904           | 3706           |
| Graettinger | 844            | 832            |
| West Bend1  | 785            | 791            |
| Ruthven     | 737            | 725            |
| Mallard     | 274            | 257            |
| Ayrshire    | 143            | 133            |
| Cylinder    | 88             | 87             |
| Curlew      | 58             | 37             |
| Rodman      | 45             | 31             |

Von der Volkszählung nicht separat erfasste Unincorporated Communities:
- Depew
- Lost Island Lake
- Osgood

1 – teilweise im Kossuth County

## Gliederung
Das Palo Alto County ist in 16 Townships eingeteilt:
| Township             | Einwohner (2010) |
| -------------------- | ---------------- |
| Booth Township       | 90               |
| Ellington Township   | 135              |
| Emmetsburg Township  | 2834             |
| Fairfield Township   | 236              |
| Fern Valley Township | 199              |
| Freedom Township     | 1446             |
| Great Oak Township   | 148              |
| Highland Township    | 998              |

| Township              | Einwohner (2010) |
| --------------------- | ---------------- |
| Independence Township | 129              |
| Lost Island Township  | 227              |
| Nevada Township       | 107              |
| Rush Lake Township    | 466              |
| Silver Lake Township  | 304              |
| Vernon Township       | 97               |
| Walnut Township       | 1071             |
| West Bend Township    | 934              |